# 3-3-4
Il 3-3-4 è un modulo di gioco del calcio che consiste nello schierare 3 difensori, 3 centrocampisti e 4 attaccanti (due centrali e due ali).
Può essere considerato come un'evoluzione offensiva del 3-5-2, nel quale gli "esterni" avanzano all'altezza delle punte.

## Storia
La prima squadra ad adottare efficacemente questo modulo di gioco fu il Tottenham durante la stagione 1960-1961, arrivando al titolo nazionale. Negli anni duemila è stato poi riscoperto da Co Adriaanse, il quale riuscì a conquistare due trofei guidando il Porto con questo schieramento.
In campo internazionale è stato applicato, con alcune varianti che lo rendono più simile ad un 3-3-1-3 (non ci sono due ali larghe, bensì un tridente supportato da un trequartista), anche da Louis van Gaal (alla guida dell'Ajax) e da Marcelo Bielsa con le selezioni argentina e cilena.
In Italia l'esponente più noto di questo modulo è stato Ezio Glerean, che lo ha applicato (anche nella variante 3-3-1-3, noto anche come "Forcone") alla guida del Cittadella: con la formazione veneta ha ottenuto due promozioni, dalla Serie C2 alla Serie B, ispirandosi alla concezione olandese del calcio totale.
Spesso questo modulo può essere utilizzato a partita in corso, come arma spregiudicata per riversarsi in attacco.

## La tattica
Il 3-3-4 prevede due attaccanti centrali, che giocano vicini tra loro, affiancati da due ali anch'esse poste alla loro altezza, ma chiamate eventualmente a compiti di ripiegamento; in questo senso, il 3-3-4 può essere visto come una variante del 3-5-2. Tutti i quattro attaccanti collaborano comunque alla fase difensiva, applicando un intenso pressing sui difensori avversari, operando come prima linea in fase di copertura.
Nella versione applicata da Glerean la difesa e il centrocampo erano "bloccati" (senza cioè compiti offensivi, se non quelli di impostazione della manovra); uno dei mediani, in particolare, doveva scalare in difesa in caso di inserimento avversario sugli esterni. C'era la possibilità di variare lo scacchiere tattico con un rifinitore a sostegno del centravanti.

## Squadre che hanno utilizzato il 3-3-4
- Il Tottenham con in panchina Bill Nicholson, vincitore della First Division 1960-1961 e della FA Cup[1]
- Il Porto allenato da Co Adriaanse, che nella stagione 2005-2006 ha vinto Primeira Liga e Coppa del Portogallo[1]